# سر ادوارد گری
سر ادْوارد گِرِی (انگلیسی: Edward Grey, 1st Viscount Grey of Fallodon; ۲۵ آوریل ۱۸۶۲ – ۷ سپتامبر ۱۹۳۳) سیاست‌مدار لیبرال اهل بریتانیا بود. او که از پیروان «لیبرالیسم نو» به‌شمار می‌رفت بین سال‌های ۱۹۰۵ تا ۱۹۱۶ وزیر امور خارجه بریتانیا و کشورهای مشترک‌المنافع بود. او بیشتر برای جملهٔ چراغ‌ها در حال خاموش شدنند در ۳ اوت ۱۹۱۴ (شروع جنگ جهانی اول) به یاد آورده می‌شود. تاریخ‌نویسان او را از مهمترین عوامل اعلان جنگ بریتانیا به امپراتوری آلمان می‌دانند.
گری در ۱۶ می ۱۹۱۶ از امضاکنندگان توافق‌نامه سایکس-پیکو بود که به موجب آن امپراتوری عثمانی بین متفقین تقسیم شد. او در همان سال به اشراف‌زادگی منسوب شد. گری در سالهای ۱۹۱۹ تا ۱۹۲۰ سفیر بریتانیا در آمریکا و در سالهای ۱۹۲۳ تا ۱۹۲۴ نیز رهبر حزب لیبرال در مجلس اعیان بریتانیا بود.